# Sop Prap (huyện)
Sop Prap (tiếng Thái: สบปราบ) là một huyện (amphoe) ở phía nam của tỉnh Lampang, miền bắc Thái Lan.

## Lịch sử
Huyện đã bị hạ cấp thành tiểu huyện (king amphoe) ngày 28 tháng 12 năm 1917 và thuộc huyện Ko Kha. Lúc đó tiểu huyện này có 3 tambon Sop Prap, Samai và Mae Kua. Đơn vị hành chính này đã được nâng cấp thành huyện vào ngày 1 tháng 1 năm 1953.

## Địa lý
Các huyện giáp ranh (từ phía nam theo chiều kim đồng hồ): Thoen, Soem Ngam, Ko Kha, Mae Tha của tỉnh Lampang và Wang Chin của tỉnh Phrae.
Nguồn nước ở huyện này là các sông Wang và Prap.

## Hành chính
Huyện này được chia ra thành 4 phó huyện (tambon), các đơn vị này lại được chia thành 35 làng (muban). Sop Prap là một thị trấn (thesaban tambon) nằm trên một phần của tambon Sop Prap. Có 4 Tổ chức hành chính tambon.
| STT. | Tên      | Tên Thái | Số làng | Dân số |  |
| ---- | -------- | -------- | ------- | ------ |  |
| 1.   | Sop Prap | สบปราบ   | 12      | 10.949 |  |
| 2.   | Samai    | สมัย      | 8       | 7.584  |  |
| 3.   | Mae Kua  | แม่กัวะ    | 6       | 5.096  |  |
| 4.   | Na Yang  | นายาง    | 9       | 4.886  |  |